# Let It Land (EP)
Let It Land è un EP dei Tonight Alive, pubblicato il 14 ottobre 2011 dalla Sony Music.
Pubblicato in contemporanea all'uscita del primo album del gruppo, What Are You So Scared Of?, contiene l'omonimo singolo, il brano Welcome (presente nell'edizione giapponese di What Are You So Scared Of?) e le versioni acustiche di tre brani dell'album, non incluse tra le altre tracce fantasma acustiche del disco per ragioni di spazio.

## Tracce
Testi e musiche di Jenna McDougall e Whakaio Taahi.
1. Let It Land – 3:34
2. Welcome – 2:54
3. Fake It (Acoustic) – 3:15
4. Listening (Acoustic) – 2:55
5. Reason to Sing (Acoustic) – 3:02